# Rio Azul (vattendrag i Brasilien, Acre)
Rio Azul är ett vattendrag i Brasilien.   Det ligger i delstaten Acre, i den västra delen av landet, 2 900 km väster om huvudstaden Brasília.
I omgivningarna runt Rio Azul växer i huvudsak städsegrön lövskog. Runt Rio Azul är det mycket glesbefolkat, med 2 invånare per kvadratkilometer.